# Доманув
Доманув (пол. Domanów) — село в Польщі, у гміні Марцишув Каменноґурського повіту Нижньосілезького воєводства.
Населення — 233 особи (2011).
У 1975-1998 роках село належало до Єленьоґурського воєводства.

## Демографія
Демографічна структура станом на 31 березня 2011 року:
|          | Загалом | Допрацездатний вік | Працездатний вік | Постпрацездатний вік |
| -------- | ------- | ------------------ | ---------------- | -------------------- |
| Чоловіки | 122     | 30                 | 85               | 7                    |
| Жінки    | 111     | 24                 | 68               | 19                   |
| Разом    | 233     | 54                 | 153              | 26                   |

## Галерея

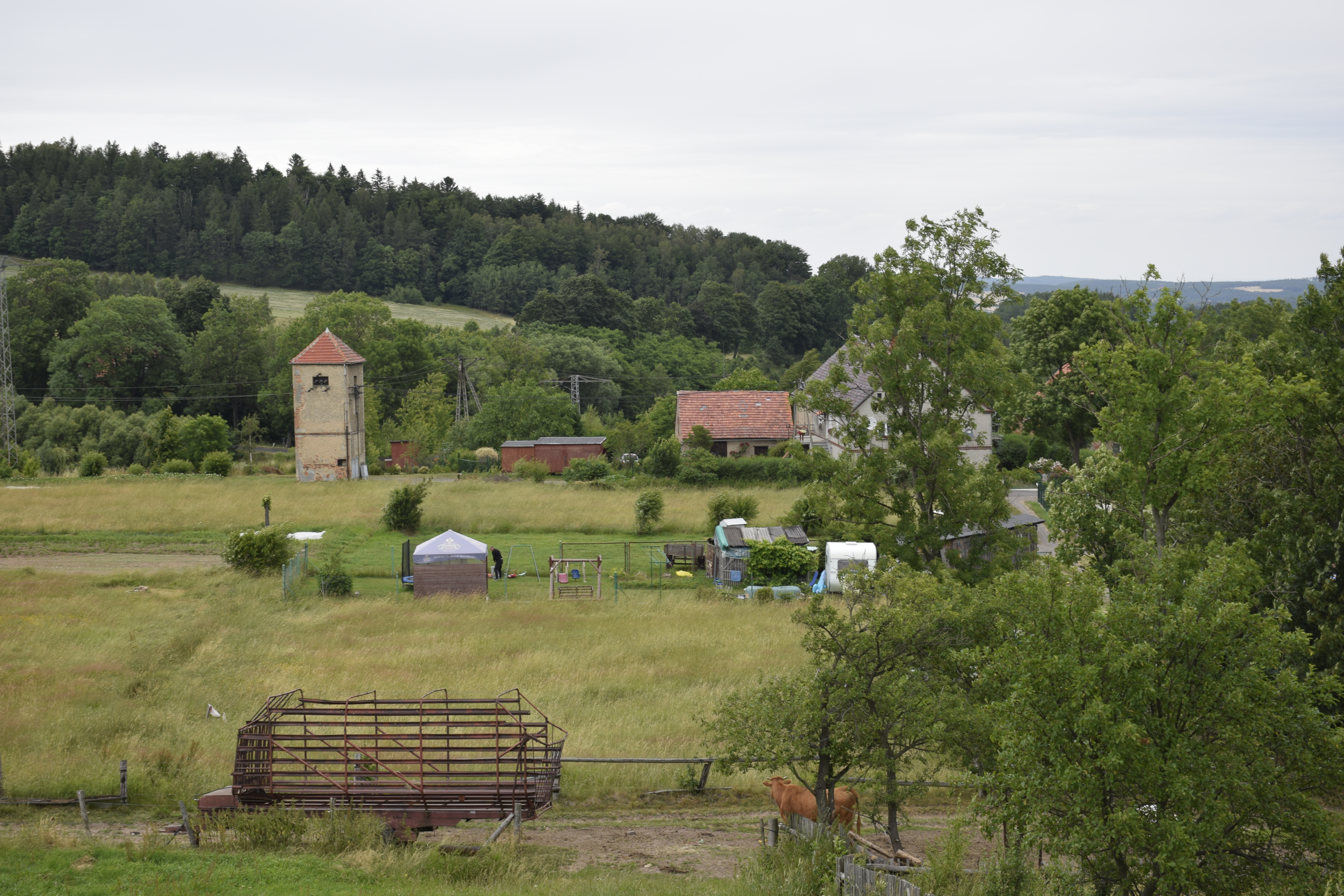
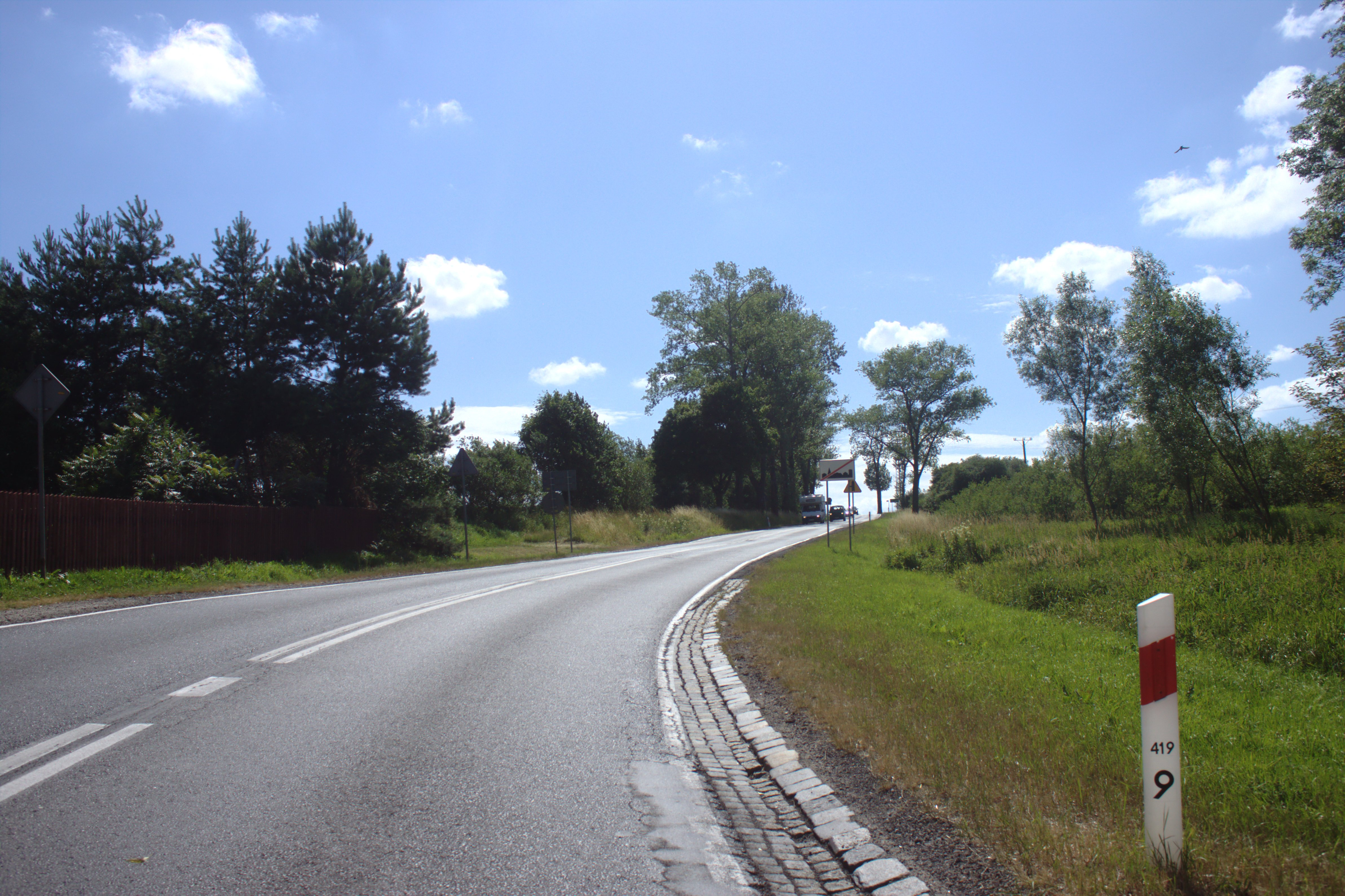
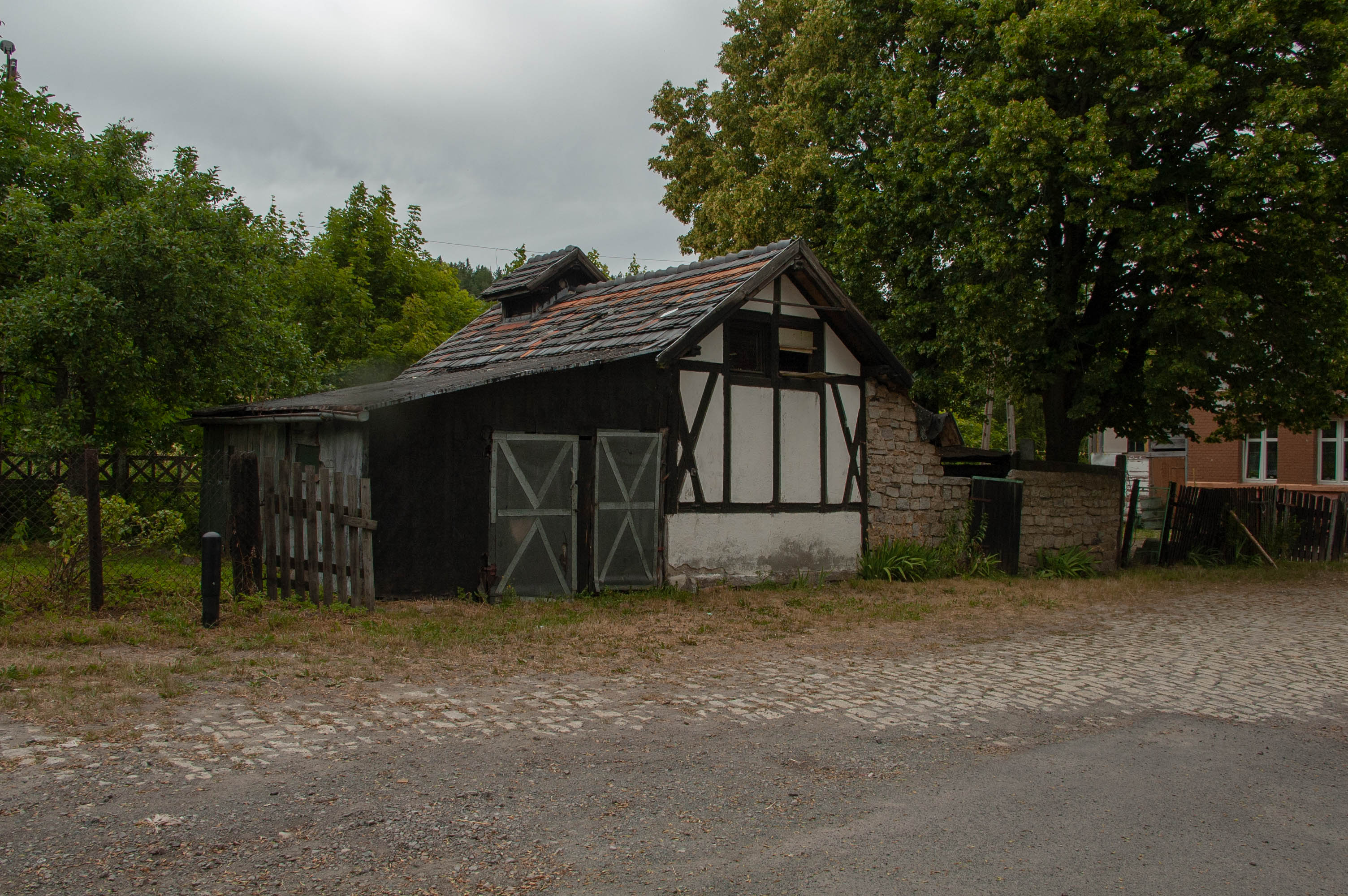